# Адекугбе, Сэм
Сэмьюел Айомиде Адекугбе (англ. Samuel Ayomide "Sam" Adekugbe; род. 16 января 1995, Лондон, Англия) — канадский футболист, защитник клуба «Ванкувер Уайткэпс» и сборной Канады. Участник чемпионата мира 2022 года.

## Клубная карьера
В академию клуба MLS «Ванкувер Уайткэпс» Адекугбе приняли в сентябре 2011 года. 28 августа 2013 года «Уайткэпс» подписал с Адекугбе контракт по правилу доморощенного игрока. Его профессиональный дебют состоялся 27 октября в матче заключительного тура сезона 2013 против «Колорадо Рэпидз». В 2015 году Адекугбе стал победителем Первенства Канады.
В конце 2015 года Адекугбе тренировался в клубе английского Чемпионшипа «Брайтон энд Хоув Альбион». 15 июля 2016 года он отправился в сезонную аренду в английский клуб, где влился в команду до 21 года. За «Брайтон» он дебютировал 9 августа в матче Кубка английской лиги 2016/17 против «Колчестер Юнайтед». 23 августа в поединке Кубка лиги против «Оксфорд Юнайтед» он забил свой первый гол за «Альбион». В Чемпионшипе он дебютировал 14 января 2017 года в матче против «Престон Норт Энд».
25 июля 2017 года Адекугбе отправился в аренду в шведский «Гётеборг» до конца сезона с опцией выкупа. 30 июля в матче против «Норрчёпинга» он дебютировал в Аллсвенскане.
8 января 2018 года Адекугбе перешёл в норвежскую «Волеренга», подписав четырёхлетний контракт. 12 марта в матче против «Кристиансунна» он дебютировал в Типпелиге.
Летом 2021 года Адекугбе перешёл в турецкий «Хатайспор», подписав контракт на три года. 14 августа в матче против «Касымпаши» он дебютировал в турецкой Суперлиге. 17 февраля 2023 года Сэм отправился в аренду в «Галатасарай» до конца сезона 2022/23 с опцией выкупа за 1 млн евро. 11 марта в матче против «Касымпаши» он дебютировал за новую команду.
3 августа 2023 года Адекугбе вернулся в «Ванкувер Уайткэпс», подписав контракт до конца сезона 2026 с опцией продления на сезон 2027.

## Международная карьера
В 2015 году Адекугбе был включён в заявку молодёжной сборной Канады на участие в молодёжном чемпионате КОНКАКАФ на Ямайке. На турнире он сыграл в матчах против молодёжных команд Кубы, Мексики, Гондураса и Гаити.
8 сентября 2015 года в отборочном матче чемпионата мира 2018 против сборной Белиза Адекугбе дебютировал за сборную Канады.
В 2017 году Адекугбе попал в заявку сборной на участие в Золотом кубке КОНКАКАФ. На турнире он сыграл в матчах против команд Коста-Рики и Гондураса.
30 января 2022 года в отборочном матче чемпионата мира 2022 против сборной США Адекугбе забил свой первый гол за национальную команду.
В 2022 году Адекугбе принял участие в чемпионате мира в Катаре. На турнире он сыграл в матчах против команд Бельгии, Хорватии и Марокко.
Адекугбе был включён в состав сборной на Золотой кубок КОНКАКАФ 2023, но был выведен из заявки за день до первого матча Канады на турнире.

### Статистика в сборной
| Канада | Канада | Канада |
| Год    | Игры   | Голы   |
| ------ | ------ | ------ |
| 2015   | 2      | 0      |
| 2016   | 1      | 0      |
| 2017   | 3      | 0      |
| 2018   | 1      | 0      |
| 2019   | 2      | 0      |
| 2020   | 2      | 0      |
| 2021   | 13     | 0      |
| 2022   | 13     | 1      |
| 2023   | 5      | 0      |
| Всего  | 42     | 1      |

### Голы за сборную Канады
| №   | Дата           | Место                               | Противник | Счёт | Результат | Соревнование                       |
| --- | -------------- | ----------------------------------- | --------- | ---- | --------- | ---------------------------------- |
| 01. | 30 января 2022 | Тим Хортонс Филд, Гамильтон, Канада | США       | 2:0  | 2:0       | Чемпионат мира 2022 (квалификация) |

## Достижения
«Ванкувер Уайткэпс»
- Победитель Первенства Канады: 2015

«Галатасарай»
- Чемпион Турции: 2022/23

## Личная жизнь
Родители Адекугбе — англичане нигерийского происхождения. Сэмьюел родился в Лондоне и рос в Манчестере, но в возрасте 9 лет вместе с родителями иммигрировал из Англии в Канаду. Его младший брат Элайджа также стал футболистом.